# Sarah Latton
Sarah Latton (* 5. März 1979 in Gelsenkirchen) ist eine deutsche Profitänzerin in der Sparte „Lateinamerikanische Tänze“ und Tanzsporttrainerin.

## Biographie
Sarah Latton ist gelernte Mediengestalterin. Sie tanzt seit ihrem 15. Lebensjahr und war bereits als Schülerin Tänzerin in der Lateinformation des TD TSC Düsseldorf Rot-Weiss.
Latton tanzte von 2002 bis 2013 mit Stefan Erdmann. Das Paar wechselte 2004 zu den Professionals.
Bei der Discofox-Europameisterschaft am 14. Dezember 2002 in Velbert war sie mit Stefan Raab zu sehen. Das Paar tanzte außer Konkurrenz.
2011 war Latton Expertin in der Kategorie „Standard/Latein/Rock ’n’ Roll“ des KIKA Live Tanz-Awards. Im September und Oktober des Jahres war Latton in einigen Folgen der RTL-Serie Alles was zählt in einer Gastrolle als Tänzerin zu sehen.

## Let’s Dance
Sarah Latton nahm 2010 an der dritten Staffel der RTL-Tanzshow Let’s Dance teil, in der sie mit Achim Mentzel tanzte. Das Paar schied in der dritten Folge aus. Als Tanzpartnerin von Thomas Karaoglan erreichte sie ein Jahr später das Halbfinale. Mit Marc Terenzi schied sie 2012 in der zweiten Folge aus. 2013 tanzte Latton mit Balian Buschbaum und erreichte den siebten Platz, ebenso wie 2014 mit Bernhard Brink. 2017 tanzte Latton mit Bastiaan Ragas, mit dem sie in der dritten Folge ausschied. Ab der fünften Folge war sie die Tanzpartnerin von Maximilian Arland, nachdem Isabel Edvardsson wegen ihrer Schwangerschaft ihre Teilnahme beendete. Das Paar schied in der achten Folge aus.
Sarah Latton bei Let’s Dance
| Staffel (Jahr) | Partner                          | Platzierung |
| -------------- | -------------------------------- | ----------- |
| 3 (2010)       | Achim Mentzel                    | 7.          |
| 4 (2011)       | Thomas Karaoglan                 | 3.          |
| 5 (2012)       | Marc Terenzi                     | 11.         |
| 6 (2013)       | Balian Buschbaum                 | 7.          |
| 7 (2014)       | Bernhard Brink                   | 7.          |
| 10 (2017)      | Bastiaan Ragas Maximilian Arland | 12. 7.      |

## Erfolge bei den Professionals

### Deutsche Meisterschaften Kür Latein
- 2011   Platz 3
- 2010   Platz 2
- 2008   Platz 1
- 2007   Platz 1
- 2006   Platz 1
- 2005   Platz 2

### Deutsche Meisterschaften Latein
- 2005   Platz 3

### Holland Masters
- 2009   Platz 2
- 2008   Platz 1
- 2007   Platz 2
- 2006   Platz 1
- 2004   Platz 2